# Acqueville (Manche)
Acqueville település Franciaországban, Manche megyében. Lakosainak száma 632 fő (2018. január 1.). Acqueville Flottemanville-Hague, Sainte-Croix-Hague, Teurthéville-Hague és Vasteville községekkel határos.

## Népesség
A település népességének változása:
| Lakosok száma | 253  | 251  | 411  | 617  | 650  | 657  | 666  | 666  | 657  | 632  |
|               | 1968 | 1975 | 1982 | 1990 | 1999 | 2011 | 2013 | 2015 | 2017 | 2018 |